# Bursledon
Bursledon – wieś w Anglii, w hrabstwie Hampshire, w dystrykcie Eastleigh. Leży 21 km na południe od miasta Winchester i 108 km na południowy zachód od Londynu. W 2001 miejscowość liczyła 6744 mieszkańców.